# 銀座三井ビルディング
銀座三井ビルディング（ぎんざみついビルディング）は、東京都中央区の複合ビルである。本項では同地にかつて存在した旧ビルについても記述する。

## 初代
銀座第一ホテルのほか、三井銀行新橋支店（後のさくら銀行新橋東支店）が三井不動産と建物の賃貸借契約を結んで入居していた。
経済成長が続く中、京王プラザホテルやホテルパシフィックなど相次ぐホテルの開業ラッシュも、増え続ける需要に追いつかない状態であった。そうした中、既存の新橋第一ホテルの別館的位置づけとなる、アッパーミドルのビジネスユーザーを主な客層とした宿泊主体型ホテルとして、1972年4月12日に銀座第一ホテルは開業した。
敷地の南東側に、三井銀行の前身の一つである十五銀行の本店がかつて存在した事から、銀行店舗をこの位置に配置する事を前提に設計が行われた。これに伴い、ホテルのエントランスは北側に配置され、エスカレーターで上がった先の2階にフロントが設けられた。
客室は開業当初817室だったが、最終的に801室となった。その客室は銀座側に多く配置。敷地の前を通る昭和通り側は銀座側の半分の長さとし、なおかつ通りからできるだけ距離を取る事で騒音に配慮。14階のレストランからは浜離宮や汐留操車場越しに東京湾に出入りする船が望めたという。この他、コンピュータによる業務処理システムを導入するなどして、運営面での合理化を推進している。第14回BCS賞を受賞した。
さくら銀行は2001年4月に控えていた住友銀行との合併に伴う店舗網の見直しにより、2000年12月11日付で銀座支店に統合の上で廃止。銀座第一ホテルも建物賃貸借期間の満了に伴い、2002年4月30日に営業を終了した。

## 2代目
跡地はオフィスとホテルの複合ビルとして再開発する計画が立てられ、旧ビルの解体を経て2003年4月に着工した。そして2005年9月、新生・銀座三井ビルディングとして竣工を迎え、上層部には三井ガーデンホテル銀座が同年11月15日にオープンした。15階まではオフィスとなっており、東京電力エナジーパートナーやJA三井リースなどが入居している。竣工当初はリコー本社が全館にわたり入居していたが、2018年1月に大田区中馬込へ移転した。
なお、旧ビルに入居していた第一ホテルを統合した阪急阪神ホテルズは、当ビルの近隣に、宿泊特化型ホテル・レムプラス銀座を2019年12月24日に開業している。